# Spitalul Colentina
Spitalul Clinic Colentina este o instituție sanitară publică localizată în sectorul 2 al orașului București. Este specializat în psihiatrie, dar se ocupă și de chirurgie și oncologie, precum și de multe alte ramuri ale medicinei. Deși construcția a început din anul 1858, a fost terminat și inaugurat sub Alexandru Ioan Cuza.